# Comuni dei Paesi Bassi soppressi
I comuni (o municipalità, in olandese Gemeente) sono il secondo livello di divisione amministrativa nei Paesi Bassi e sono suddivisioni delle rispettive province. I confini ufficiali delle municipalità furono individuati per la prima volta nel Regno Unito dei Paesi Bassi nel 1832 dopo la creazione del catasto. 
La Legge sulle Municipalità del 1851 (Gemeentewet van 1851), scritta dal primo ministro Johan Rudolph Thorbecke, iniziò la politica di cancellazione delle piccole municipalità. Nel corso degli anni, le municipalità più piccole sono state fuse tra loro, assumendo un nuovo nome, o assorbite da quelle più grandi passando dalle 1209 del 1850 alle 342 del 2023. Qui di seguito viene riportato l'elenco dei comuni dei Paesi Bassi soppressi divisi per provincia e per anno di soppressione.
L'ordinamento dei Paesi Bassi prevede oltre ai comuni le entità pubbliche (openbaar lichaam), che hanno funzioni simili a quelle dei comuni stessi pur non dovendo essere necessariamente dipendenti da alcuna provincia. Le entità pubbliche sono state utilizzate in passato per amministrare territori nati dal prosciugamento di polder oppure per i territori tedeschi amministrati dai Paesi Bassi dal 1949 al 1963, e sono oggi utilizzate per le municipalità speciali dei Paesi Bassi caraibici di Bonaire, Sint Eustatius e Saba entrate a far parte dei Paesi Bassi il 10 ottobre 2010 con la dissoluzione delle Antille Olandesi.
Le modifiche trattate in questa pagina prendono in considerazione le soppressioni dei comuni e delle entità pubbliche dalle quali sono nati comuni ordinari, avvenute a partire dal 1831, data in cui il Belgio è diventato de facto autonomo separandosi dal Regno Unito dei Paesi Bassi. Vengono anche riportate le variazioni di nome ed i cambi di provincia.
I comuni contrassegnati con * sono di nuova costituzione mentre quelli contrassegnati con # sono cambi di nome. 

## Brabante Settentrionale

### 2022
- Boxmeer → Land van Cuijk*
- Cuijk → Land van Cuijk*
- Grave → Land van Cuijk*
- Mill en Sint Hubert → Land van Cuijk*
- Sint Anthonis → Land van Cuijk*
- Landerd → Maashorst*
- Uden → Maashorst*

### 2019
- Aalburg → Altena*
- Werkendam → Altena*
- Woudrichem → Altena*

### 2017
- Schijndel → Meierijstad*
- Sint-Oedenrode → Meierijstad*
- Veghel → Meierijstad*

### 2015
- Maasdonk → Oss e 's-Hertogenbosch

### 2011
- Lith → Oss

### 2004
- Geldrop → Geldrop-Mierlo*
- Mierlo → Geldrop-Mierlo*

### 2003
- Ravenstein → Oss

### 1998
- Bergeyk → Bergeijk#
- Budel → Cranendonck#
- Made → Drimmelen#
- Vierlingsbeek → Boxmeer
- Zevenbergen → Moerdijk#

### 1997
- Aarle-Rixtel → Laarbeek*
- Alphen en Riel → Alphen-Chaam* e Goirle
- Bakel en Milheeze → Gemert-Bakel*
- Beek en Donk → Laarbeek*
- Berkel-Enschot → Tilburg e Oisterwijk
- Bladel en Netersel → Bladel*
- Chaam → Alphen-Chaam*
- Diessen → Hilvarenbeek
- Dinteloord en Prinsenland → Steenbergen
- Drunen → Heusden
- Dussen → Werkendam
- Fijnaart en Heijningen → Zevenbergen
- Gemert → Gemert-Bakel*
- 's Gravenmoer → Dongen
- Halsteren → Bergen op Zoom
- Heeze → Heeze-Leende* e Valkenswaard
- Hoeven → Halderberge*
- Hooge en Lage Mierde → Reusel-De Mierden*
- Hooge en Lage Zwaluwe → Made* e Zevenbergen
- Hoogeloon, Hapert en Casteren → Bladel*
- Huijbergen → Woensdrecht
- Klundert → Zevenbergen
- Leende → Heeze-Leende*
- Lieshout → Laarbeek*
- Luyksgestel → Bergeyk
- Maarheeze → Budel e Heeze-Leende*
- Made en Drimmelen → Made* e Geertruidenberg
- Moergestel → Oisterwijk
- Nieuw-Ginneken → Breda e Alphen-Chaam*
- Nieuw-Vossemeer → Steenbergen
- Oost-, West- en Middelbeers → Oirschot
- Ossendrecht → Woensdrecht
- Oudenbosch → Halderberge*
- Oud- en Nieuw-Gastel → Halderberge*
- Prinsenbeek → Breda
- Putte → Woensdrecht
- Raamsdonk → Geertruidenberg
- Reusel → Reusel-De Mierden*
- Riethoven → Bergeyk
- Roosendaal en Nispen → Roosendaal*
- Rijsbergen → Zundert e Breda
- Sprang-Capelle → Waalwijk e Loon op Zand
- Standdaarbuiten → Zevenbergen
- Terheijden → Made*, Zevenbergen e Oosterhout
- Teteringen → Breda e Oosterhout
- Udenhout → Tilburg e Haaren
- Vessem, Wintelre en Knegsel → Eersel
- Vlijmen → Heusden
- Waspik → Waalwijk
- Westerhoven → Bergeyk
- Willemstad → Zevenbergen
- Wouw → Roosendaal* e Bergen op Zoom

### 1996
- Berlicum → Sint-Michielsgestel
- Den Dungen → Sint-Michielsgestel
- Esch → Haaren
- Helvoirt → Haaren
- Liempde → Boxtel
- Rosmalen → 's-Hertogenbosch

### 1995
- Heesch → Bernheze#

### 1994
- Beers → Cuijk* e Grave
- Berghem → Oss e Ravenstein
- Cuijk en Sint Agatha → Cuijk*
- Erp → Veghel
- Haps → Cuijk* e Boxmeer
- Heeswijk-Dinther → Heesch
- Megen, Haren en Macharen → Oss
- Nistelrode → Heesch
- Oeffelt → Boxmeer
- Oploo, Sint Anthonis en Ledeacker → Sint Anthonis*
- Schaijk → Landerd* e Grave
- Wanroij → Sint Anthonis* e Boxmeer
- Zeeland → Landerd* e Uden

### 1993
- Geffen → Maasdonk*, Oss e Heesch
- Nuland → Maasdonk*, Rosmalen e Berlicum

### 1973
- Almkerk → Woudrichem, Werkendam e Dussen
- Andel → Woudrichem e Aalburg*
- Eethen → Aalburg*, Heusden, Woudrichem e Dussen
- Giessen → Woudrichem
- Rijswijk → Woudrichem
- Veen → Aalburg*
- Wijk en Aalburg → Aalburg*

### 1971
- Empel en Meerwijk → 's-Hertogenbosch
- Engelen → 's-Hertogenbosch

### 1969
- Dinther → Heeswijk-Dinther*
- Heeswijk → Heeswijk-Dinther*

### 1968
- Etten en Leur → Etten-Leur#
- Stiphout → Helmond e Aarle-Rixtel

### 1962
- Steenbergen en Kruisland → Steenbergen#

### 1958
- Alem, Maren en Kessel → Lith, Maasdriel (provincia di Gheldria), Empel en Meerwijk e Rossum (provincia di Gheldria)

### 1951
- Beek → Prinsenbeek#

### 1950
- De Werken en Sleeuwijk → Werkendam

### 1942
- Beugen en Rijkevoort → Boxmeer e Wanroij
- Escharen → Mill en Sint Hubert e Grave
- Gassel → Beers
- Ginneken en Bavel → Breda e Nieuw-Ginneken*
- Linden → Cuijk en Sint Agatha e Beers
- Maashees en Overloon → Vierlingsbeek
- Princenhage → Breda e Beek
- Reek → Schaijk, Zeeland e Grave
- Sambeek → Oploo, Sint Anthonis en Ledeacker, Boxmeer e Vierlingsbeek
- Velp → Grave

### 1941
- Herpen → Ravenstein

### 1939
- Lithoijen → Lith
- Oijen en Teeffelen → Lith

### 1935
- Hedikhuizen → Vlijmen e Heusden
- Herpt en Berne → Heusden
- Lierop → Someren
- Nieuwkuijk → Vlijmen
- Oudheusden → Drunen e Heusden

### 1934
- Borkel en Schaft → Valkenswaard
- Dommelen → Valkenswaard

### 1933
- Cromvoirt → Vught e 's-Hertogenbosch

### 1926
- Deurne en Liessel → Deurne*
- Vlierden → Deurne*

### 1925
- Soerendonk, Sterksel en Gastel → Maarheeze

### 1923
- Aalst → Waalre
- Capelle → Sprang-Capelle*
- Deursen en Dennenburg → Ravenstein
- Dieden, Demen en Langel → Ravenstein
- Drongelen → Eethen*
- Duizel en Steensel → Eersel
- Genderen → Eethen*
- Huisseling en Neerloon → Ravenstein
- Meeuwen → Eethen*
- Sprang → Sprang-Capelle*
- Vrijhoeve-Capelle → Sprang-Capelle*

### 1922
- Baardwijk → Waalwijk
- Besoijen → Waalwijk
- Bokhoven → Engelen

### 1921
- Oerle → Veldhoven*
- Veldhoven en Meerveldhoven → Veldhoven*
- Zeelst → Veldhoven*
- Zesgehuchten → Geldrop

### 1920
- Gestel en Blaarthem → Eindhoven
- Stratum → Eindhoven
- Strijp → Eindhoven
- Tongelre → Eindhoven
- Woensel → Eindhoven

### 1908
- Dussen, Munster en Muilkerk → Dussen#
- Eethen, Genderen en Heesbeen → Genderen* e Oudheusden
- Meeuwen, Hill en Babyloniënbroek → Meeuwen#

### 1896
- Woensel en Eckart → Woensel#

### 1879
- Emmikhoven en Waardhuizen → Almkerk

## Drenthe

### 2000
- Middenveld → Midden-Drenthe#

### 1999
- Zuidlaren → Tynaarlo#

### 1998
- Anloo → Aa en Hunze* e Zuidlaren
- Beilen → Middenveld*, Hoogeveen e Westerveld*
- Borger → Borger-Odoorn*
- Dalen → Coevorden e Hoogeveen
- Diever → Westerveld*
- Dwingeloo → Westerveld*
- Eelde → Zuidlaren e Groninga (provincia di Groninga)
- Gasselte → Aa en Hunze*
- Gieten → Aa en Hunze*
- Havelte → Westerveld*
- Norg → Noordenveld*
- Nijeveen → Meppel
- Odoorn → Borger-Odoorn*
- Oosterhesselen → Coevorden e Hoogeveen
- Peize → Noordenveld*
- Roden → Noordenveld*
- Rolde → Aa en Hunze*
- Ruinen → De Wolden*, Hoogeveen, Westerveld* e Middenveld*
- Ruinerwold → De Wolden*
- Schoonebeek → Emmen
- Sleen → Coevorden e Emmen
- Smilde → Middenveld*
- Vledder → Westerveld*
- Vries → Zuidlaren
- Westerbork → Middenveld* e Hoogeveen
- De Wijk → De Wolden*
- Zuidwolde → De Wolden* e Hoogeveen
- Zweeloo → Coevorden e Middenveld*

### 1884
- Dalen → Dalen e Schoonebeek*

## Flevoland

### 1996
- Cancellazione dell'Openbaar Lichaam Zuidelijke IJsselmeerpolders

### 1986
- Creazione della provincia del Flevoland
- Noordoostpolder (provincia dell'Overijssel) → Noordoostpolder (provincia del Flevoland)
- Urk (provincia dell'Overijssel) → Urk (provincia del Flevoland)

### 1984
- Parte di Openbaar Lichaam Zuidelijke IJsselmeerpolders → Almere*
- Parte di Openbaar Lichaam Zuidelijke IJsselmeerpolders → Zeewolde*

### 1980
- Parte di Openbaar Lichaam Zuidelijke IJsselmeerpolders → Lelystad*

### 1972
- Parte di Openbaar Lichaam Zuidelijke IJsselmeerpolders → Dronten*

### 1955
- Creazione della Openbaar Lichaam Zuidelijke IJsselmeerpolders dal prosciugamento di polder

## Frisia

### 2019
- Dongeradeel → Noardeast-Fryslân*
- Ferwerderadiel → Noardeast-Fryslân*
- Kollumerland en Nieuwkruisland → Noardeast-Fryslân*

### 2018
- Franekeradeel → Waadhoeke*
- Het Bildt → Waadhoeke*
- Leeuwarderadeel → Leeuwarden
- Littenseradiel → Súdwest-Fryslân e Waadhoeke*
- Menameradiel → Waadhoeke*

### 2015
- De Friese Meren → De Fryske Marren#

### 2014
- Boarnsterhim → De Friese Meren*, Heerenveen, Leeuwarden e Súdwest-Fryslân
- Gaasterlân-Sleat → De Friese Meren*
- Lemsterland → De Friese Meren*
- Skarsterlân → De Friese Meren* e Heerenveen

### 2012
- Súdwest Fryslân → Súdwest-Fryslân#

### 2011
- Menaldumadeel → Menameradiel#
- Bolsward → Súdwest Fryslân*
- Nijefurd → Súdwest Fryslân*
- Sneek → Súdwest Fryslân*
- Wûnseradiel → Súdwest Fryslân*
- Wymbritseradiel → Súdwest Fryslân*

### 2009
- Dantumadeel → Dantumadiel#

### 1999
- Ferwerderadeel → Ferwerderadiel#

### 1989
- Tietjerksteradeel → Tytsjerksteradiel#

### 1987
- Wonseradeel → Wûnseradiel#

### 1986
- Wymbritseradeel → Wymbritseradiel#

### 1985
- Boornsterhem → Boarnsterhim#
- Gaasterland-Sloten → Gaasterlân-Sleat#
- Littenseradeel → Littenseradiel#
- Scharsterland → Skarsterlân#

### 1984
- Baarderadeel → Littenseradeel*
- Barradeel → Franekeradeel, Het Bildt e Harlingen
- Dokkum → Dongeradeel*
- Doniawerstal → Scharsterland* e Wymbritseradeel
- Franeker → Franekeradeel
- Gaasterland → Gaasterland-Sloten*
- Haskerland → Scharsterland*, Lemsterland e Heerenveen
- Hemelumer Oldeferd → Nijefurd* e Gaasterland-Sloten*
- Hennaarderadeel → Littenseradeel*
- Hindeloopen → Nijefurd*
- Idaarderadeel → Boornsterhem* e Smallingerland
- Oostdongeradeel → Dongeradeel*
- Rauwerderhem → Boornsterhem*
- Sloten → Gaasterland-Sloten*
- Stavoren → Nijefurd*
- Utingeradeel → Boornsterhem* e Scharsterland*
- Westdongeradeel → Dongeradeel*
- Workum → Nijefurd*
- IJlst → Wymbritseradeel

### 1979
- Staveren → Stavoren#

### 1956
- Hemelumer Oldephaert en Noordwolde → Hemelumer Oldeferd#

### 1934
- Aengwirden → Heerenveen
- Schoterland → Heerenveen e Haskerland

## Gheldria

### 2019
- Geldermalsen → West Betuwe*
- Lingewaal → West Betuwe*
- Neerijnen → West Betuwe*

### 2018
- Rijnwaarden → Zevenaar

### 2016
- Groesbeek → Berg en Dal#

### 2015
- Millingen aan de Rijn → Groesbeek
- Ubbergen → Groesbeek

### 2006
- Groenlo → Oost Gelre#

### 2005
- Angerlo → Zevenaar
- Bergh → Montferland*
- Borculo → Berkelland*
- Didam → Montferland* e Zevenaar
- Dinxperlo → Aalten
- Eibergen → Berkelland*
- Gendringen → Oude IJsselstreek*
- Gorssel → Lochem
- Hengelo → Bronckhorst*
- Hummelo en Keppel → Bronckhorst*
- Lichtenvoorde → Groenlo
- Neede → Berkelland*
- Ruurlo → Berkelland*
- Steenderen → Bronckhorst*
- Vorden → Bronckhorst*
- Warnsveld → Zutphen
- Wehl → Doetinchem
- Wisch → Oude IJsselstreek*
- Zelhem → Bronckhorst*

### 2003
- Bemmel → Lingewaard#
- Kesteren → Neder-Betuwe#

### 2002
- Dodewaard → Kesteren
- Echteld → Kesteren e Tiel

### 2001
- Elst → Overbetuwe*
- Gendt → Bemmel
- Heteren → Overbetuwe*
- Huissen → Bemmel
- Valburg → Overbetuwe*

### 2000
- Hoevelaken → Nijkerk e Amersfoort (provincia di Utrecht)

### 1999
- Ammerzoden → Maasdriel
- Brakel → Zaltbommel
- Hedel → Maasdriel
- Heerewaarden → Maasdriel
- Kerkwijk → Zaltbommel
- Lienden → Buren
- Maurik → Buren
- Rossum → Maasdriel

### 1987
- Vuren → Lingewaal#

### 1986
- Herwijnen → Vuren
- Heukelum → Vuren, Gorinchem (provincia dell'Olanda Meridionale) e Leerdam (provincia dell'Olanda Meridionale)

### 1985
- Herwen en Aerdt → Rijnwaarden*
- Pannerden → Rijnwaarden*
- Wamel → West Maas en Waal#

### 1984
- Appeltern → Wamel e Wijchen
- Batenburg → Wijchen
- Bergharen → Wijchen, Druten e Beuningen
- Dreumel → Wamel e Heerewaarden
- Horssen → Druten e Wijchen

### 1980
- Ewijk → Beuningen
- Overasselt → Heumen, Wijchen e Nimega

### 1978
- Beesd → Geldermalsen
- Beusichem → Buren e Culemborg
- Buurmalsen → Geldermalsen e Buren
- Deil → Geldermalsen
- Est en Opijnen → Neerijnen*
- Haaften → Neerijnen*
- Ophemert → Neerijnen* e Tiel
- Varik → Neerijnen*
- Waardenburg → Neerijnen*
- Zoelen → Buren, Tiel e Geldermalsen

### 1974
- Doornspijk → Elburg, Oldebroek e Nunspeet

### 1972
- Ermelo → Ermelo e Nunspeet*

### 1971
- Laren → Lochem e Borculo

### 1956
- Wadenoijen → Tiel e Zoelen

### 1955
- Gameren → Kerkwijk
- Hemmen → Valburg e Dodewaard
- Hurwenen → Rossum
- Millingen → Millingen aan de Rijn#
- Nederhemert → Kerkwijk e Brakel
- Poederoijen → Brakel
- Zuilichem → Brakel

### 1944
- Driel → Maasdriel#

### 1923
- Balgoij → Overasselt
- Doorwerth → Renkum
- IJzendoorn → Echteld

### 1920
- Ambt-Doetinchem → Doetinchem*
- Stad-Doetinchem → Doetinchem*

### 1854
- Loenen en Wolveren → Valburg
- Verwolde → Laren

## Groninga

### 2021
- Appingedam → Eemsdelta*
- Delfzijl → Eemsdelta*
- Loppersum → Eemsdelta*

### 2019
- Bedum → Het Hogeland*
- De Marne → Het Hogeland*
- Eemsmond → Het Hogeland*
- Grootegast → Westerkwartier*
- Haren → Groninga
- Leek → Westerkwartier*
- Marum → Westerkwartier*
- Ten Boer → Groninga
- Winsum → Het Hogeland* e Westerkwartier*
- Zuidhorn → Westerkwartier*

### 2018
- Bellingwedde → Westerwolde*
- Hoogezand-Sappemeer → Midden-Groningen*
- Menterwolde → Midden-Groningen*
- Slochteren → Midden-Groningen*
- Vlagtwedde → Westerwolde*

### 2010
- Reiderland → Oldambt*
- Scheemda → Oldambt*
- Winschoten → Oldambt*

### 1992
- Hefshuizen → Eemsmond#
- Ulrum → De Marne#

### 1991
- Beerta → Reiderland#
- Oosterbroek → Menterwolde#

### 1990
- Adorp → Winsum
- Aduard → Zuidhorn
- Baflo → Winsum
- Bierum → Delfzijl
- Eenrum → Ulrum
- Ezinge → Winsum
- Finsterwolde → Beerta
- Grijpskerk → Zuidhorn e Grootegast
- Kantens → Hefshuizen e Loppersum
- Kloosterburen → Ulrum
- Leens → Ulrum
- Meeden → Oosterbroek
- Middelstum → Loppersum e Hefshuizen
- Midwolda → Scheemda
- Muntendam → Oosterbroek
- Nieuwe Pekela → Pekela* e Stadskanaal
- Nieuweschans → Beerta
- Nieuwolda → Scheemda e Beerta
- Oldehove → Zuidhorn
- Oldekerk → Grootegast
- Oude Pekela → Pekela*
- Stedum → Loppersum
- Termunten → Delfzijl e Scheemda
- Usquert → Hefshuizen
- Warffum → Hefshuizen
- 't Zandt → Loppersum, Hefshuizen e Delfzijl

### 1979
- Uithuizen → Hefshuizen*
- Uithuizermeeden → Hefshuizen*

### 1969
- Hoogkerk → Groninga
- Noorddijk → Groninga e Hoogezand-Sappemeer
- Onstwedde → Stadskanaal*
- Wildervank → Veendam e Stadskanaal*

### 1968
- Bellingwolde → Bellingwedde* e Vlagtwedde
- Wedde → Bellingwedde*

### 1965
- Noordbroek → Oosterbroek*
- Zuidbroek → Oosterbroek*

### 1949
- Hoogezand → Hoogezand-Sappemeer*
- Sappemeer → Hoogezand-Sappemeer*

## Limburgo

### 2019
- Nuth → Beekdaelen*
- Onderbanken → Beekdaelen*
- Schinnen → Beekdaelen*

### 2011
- Eijsden → Eijsden-Margraten*
- Margraten → Eijsden-Margraten*

### 2010
- Arcen en Velden → Venlo
- Helden → Peel en Maas*
- Kessel → Peel en Maas*
- Maasbree → Peel en Maas*
- Meerlo-Wanssum → Horst aan de Maas e Venray
- Meijel → Peel en Maas*
- Sevenum → Horst aan de Maas

### 2007
- Ambt Montfort → Roerdalen
- Haelen → Leudal*
- Heel → Maasgouw*
- Heythuysen → Leudal*
- Hunsel → Leudal*
- Maasbracht → Maasgouw*
- Roggel en Neer → Leudal*
- Swalmen → Roermond
- Thorn → Maasgouw*

### 2003
- Echt → Echt-Susteren*
- Susteren → Echt-Susteren*

### 2001
- Belfeld → Venlo
- Born → Sittard-Geleen*
- Broekhuizen → Horst aan de Maas*
- Geleen → Sittard-Geleen*
- Grubbenvorst → Horst aan de Maas*
- Horst → Horst aan de Maas*
- Sittard → Sittard-Geleen*
- Tegelen → Venlo

### 1999
- Gulpen → Gulpen-Wittem*
- Wittem → Gulpen-Wittem*

### 1998
- Stramproy → Weert

### 1994
- Posterholt → Ambt Montfort#

### 1993
- Melick en Herkenbosch → Roerdalen#
- Roggel → Roggel en Neer#

### 1991
- Baexem → Heythuysen
- Beegden → Heel*
- Grathem → Heythuysen
- Heel en Panheel → Heel*
- Herten → Roermond
- Horn → Haelen
- Linne → Maasbracht e Posterholt
- Montfort → Posterholt
- Neer → Roggel
- Ohé en Laak → Maasbracht
- Sint Odiliënberg → Posterholt
- Stevensweert → Maasbracht
- Vlodrop → Melick en Herkenbosch
- Wessem → Heel*

### 1982
- Amstenrade → Schinnen
- Bemelen → Margraten
- Berg en Terblijt → Valkenburg aan de Geul*
- Bingelrade → Onderbanken*
- Bocholtz → Simpelveld
- Bunde → Meerssen
- Cadier en Keer → Margraten
- Elsloo → Stein
- Eygelshoven → Kerkrade
- Geulle → Meerssen
- Grevenbicht → Born
- Gronsveld → Eijsden
- Hoensbroek → Heerlen
- Hulsberg → Nuth e Valkenburg aan de Geul*
- Jabeek → Onderbanken*
- Klimmen → Voerendaal
- Limbricht → Sittard
- Merkelbeek → Onderbanken*
- Mheer → Margraten
- Munstergeleen → Sittard
- Nieuwenhagen → Landgraaf*
- Nieuwstadt → Susteren
- Noorbeek → Margraten
- Obbicht en Papenhoven → Born
- Oirsbeek → Schinnen
- Roosteren → Susteren
- Schaesberg → Landgraaf*
- Schimmert → Nuth
- Schinveld → Onderbanken*
- Sint Geertruid → Margraten
- Slenaken → Wittem
- Spaubeek → Beek
- Ubach over Worms → Landgraaf*
- Ulestraten → Meerssen
- Urmond → Stein
- Valkenburg-Houthem → Valkenburg aan de Geul*
- Wijlre → Gulpen
- Wijnandsrade → Nuth

### 1973
- Ottersum → Gennep

### 1970
- Amby → Maastricht e Meerssen
- Borgharen → Maastricht
- Heer → Maastricht
- Itteren → Maastricht

### 1969
- Meerlo → Meerlo-Wanssum*
- Wanssum → Meerlo-Wanssum*

### 1959
- Maasniel → Roermond

### 1943
- Mesch → Eijsden
- Rijckholt → Gronsveld

### 1942
- Broeksittard → Sittard
- Buggenum → Haelen
- Ittervoort → Hunsel
- Neeritter → Hunsel
- Nunhem → Haelen

### 1940
- Blerick → Venlo
- Houthem → Valkenburg-Houthem*
- Oud-Valkenburg → Valkenburg-Houthem*
- Schin op Geul → Valkenburg-Houthem*
- Valkenburg → Valkenburg-Houthem*

### 1920
- Oud-Vroenhoven → Maastricht
- Sint Pieter → Maastricht

### 1886
- Rimburg → Ubach over Worms

### 1878
- Strucht → Schin op Geul

### 1839
- Creazione della municipalità di Oud-Vroenhoven ceduta dal Belgio

### 1834
- Horst-Sevenum → Horst* e Sevenum*

## Olanda Meridionale

### 2023
- Brielle → Voorne aan Zee*
- Hellevoetsluis → Voorne aan Zee*
- Westvoorne → Voorne aan Zee*

### 2022
- Beemster → Purmerend
- Heerhugowaard → Dijk en Waard*
- Langedijk → Dijk en Waard*

### 2019
- Binnenmaas → Hoeksche Waard*
- Cromstrijen → Hoeksche Waard*
- Giessenlanden → Molenlanden*
- Korendijk → Hoeksche Waard*
- Leerdam → Vijfheerenlanden* (provincia di Utrecht)
- Molenwaard → Molenlanden*
- Noordwijkerhout → Noordwijk
- Oud-Beijerland → Hoeksche Waard*
- Strijen → Hoeksche Waard*
- Zederik → Vijfheerenlanden* (provincia di Utrecht)

### 2015
- Bergambacht → Krimpenerwaard*
- Nederlek → Krimpenerwaard*
- Ouderkerk → Krimpenerwaard*
- Schoonhoven → Krimpenerwaard*
- Vlist → Krimpenerwaard*
- Bernisse → Nissewaard*
- Spijkenisse → Nissewaard*

### 2014
- Boskoop → Alphen aan den Rijn
- Rijnwoude → Alphen aan den Rijn

### 2013
- Goedereede → Goeree-Overflakkee*
- Dirksland → Goeree-Overflakkee*
- Middelharnis → Goeree-Overflakkee*
- Oostflakkee → Goeree-Overflakkee*
- Graafstroom → Molenwaard*
- Liesveld → Molenwaard*
- Nieuw-Lekkerland → Molenwaard*

### 2011
- Reeuwijk → Bodegraven-Reeuwijk*
- Bodegraven → Bodegraven-Reeuwijk*

### 2010
- Moordrecht → Zuidplas*
- Nieuwerkerk aan den IJssel → Zuidplas*
- Zevenhuizen-Moerkapelle > Zuidplas*
- Rozenburg → Rotterdam

### 2009
- Alkemade → Kaag en Braassem*
- Jacobswoude → Kaag en Braassem*

### 2007
- Bergschenhoek → Lansingerland*
- Berkel en Rodenrijs → Lansingerland*
- Bleiswijk → Lansingerland*
- 's-Gravendeel → Binnenmaas
- Liemeer → Nieuwkoop
- Ter Aar → Nieuwkoop

### 2006
- Rijnsburg → Katwijk
- Sassenheim → Teylingen*
- Valkenburg → Katwijk
- Voorhout → Teylingen*
- Warmond → Teylingen*

### 2004
- 's-Gravenzande → Westland*
- De Lier → Westland* e Midden-Delfland*
- Maasland → Midden-Delfland*, Westland* e Maassluis
- Monster → Westland*
- Naaldwijk → Westland*
- Schipluiden → Midden-Delfland*, Westland* e Delft
- Wateringen → Westland*

### 2003
- Heerjansdam → Zwijndrecht

### 2002
- Leidschendam → Leidschendam-Voorburg*
- Nootdorp → Pijnacker-Nootdorp*
- Pijnacker → Pijnacker-Nootdorp*
- Vianen (provincia dell'Olanda Meridionale) → Vianen (provincia di Utrecht)
- Voorburg → Leidschendam-Voorburg*

### 1994
- Nieuwveen → Liemeer#

### 1993
- Rijneveld → Rijnwoude#

### 1992
- Moerhuizen → Zevenhuizen-Moerkapelle#

### 1991
- Benthuizen → Rijneveld*
- Hazerswoude → Rijneveld*
- Koudekerk aan den Rijn → Rijneveld*
- Leimuiden → Jacobswoude*, Nieuwveen e Ter Aar
- Moerkapelle → Moerhuizen*
- Rijnsaterwoude → Jacobswoude* e Ter Aar
- Woubrugge → Jacobswoude* e Alkemade
- Zevenhoven → Nieuwveen
- Zevenhuizen → Moerhuizen*

### 1989
- Driebruggen → Montfoort (provincia di Utrecht), Oudewater (provincia di Utrecht) e Reeuwijk
- Woerden (provincia dell'Olanda Meridionale) → Woerden (provincia di Utrecht)

### 1986
- Ameide → Zederik*
- Arkel → Giessenlanden*
- Asperen → Vuren (provincia della Gheldria)
- Bleskensgraaf en Hofwegen → Graafstroom*
- Brandwijk → Graafstroom*
- Everdingen → Vianen
- Giessenburg → Giessenlanden*
- Goudriaan → Graafstroom*
- Groot-Ammers → Liesveld*
- Hagestein → Vianen
- Hei- en Boeicop → Zederik* e Vianen
- Heukelum → Vuren (provincia della Gheldria), Leerdam, Gorinchem e Giessenlanden*
- Hoogblokland → Giessenlanden*
- Hoornaar → Giessenlanden*
- Kedichem → Leerdam, Zederik* e Giessenlanden*
- Langerak → Liesveld*
- Leerbroek → Zederik*
- Lexmond → Zederik*
- Meerkerk → Zederik* e Giessenlanden*
- Molenaarsgraaf → Graafstroom*
- Nieuwland → Zederik* e Giessenlanden*
- Nieuwpoort → Liesveld*
- Noordeloos → Giessenlanden*
- Ottoland → Graafstroom*
- Oud-Alblas → Graafstroom*
- Schelluinen → Giessenlanden*
- Schoonrewoerd → Leerdam e Vianen
- Streefkerk → Liesveld*
- Tienhoven → Zederik*
- Wijngaarden → Graafstroom*

### 1985
- Ammerstol → Bergambacht
- Berkenwoude → Bergambacht
- Gouderak → Ouderkerk* e Gouda
- Haastrecht → Vlist e Gouda
- Krimpen aan de Lek → Nederlek*
- Lekkerkerk → Nederlek*
- Ouderkerk aan den IJssel → Ouderkerk* e Krimpen aan den IJssel
- Poortugaal → Rotterdam e Albrandswaard*
- Rhoon → Albrandswaard*
- Stolwijk → Vlist

### 1984
- Goudswaard → Korendijk*
- Heinenoord → Binnenmaas* e Oud-Beijerland
- Klaaswaal → Cromstrijen*
- Maasdam → Binnenmaas* e Strijen
- Mijnsheerenland → Binnenmaas* e Oud-Beijerland
- Nieuw-Beijerland → Korendijk* e Oud-Beijerland
- Numansdorp → Cromstrijen*
- Piershil → Korendijk*
- Puttershoek → Binnenmaas*
- Westmaas → Binnenmaas* e Cromstrijen*
- Zuid-Beijerland → Korendijk*

### 1980
- Abbenbroek → Bernisse*
- Geervliet → Bernisse* e Spijkenisse
- Heenvliet → Bernisse* e Brielle
- Oostvoorne → Westvoorne* e Brielle
- Oudenhoorn → Bernisse*
- Rockanje → Westvoorne*
- Vierpolders → Brielle
- Zuidland → Bernisse*
- Zwartewaal → Brielle

### 1970
- Dubbeldam → Dordrecht
- Oudewater (provincia dell'Olanda Meridionale) → Oudewater (provincia di Utrecht)

### 1966
- Den Bommel → Oostflakkee
- Hekelingen → Spijkenisse
- Herkingen → Dirksland e Middelharnis
- Melissant → Dirksland e Middelharnis
- Nieuwe Tonge → Middelharnis
- Ooltgensplaat → Oostflakkee
- Ouddorp → Goedereede
- Oude-Tonge → Oostflakkee
- Sommelsdijk → Middelharnis e Dirksland
- Stad aan 't Haringvliet → Middelharnis
- Stellendam → Goedereede e Dirksland

### 1964
- Barwoutswaarder → Bodegraven e Woerden
- Hekendorp → Driebruggen*, Reeuwijk e Oudewater
- Lange Ruige Weide → Driebruggen*, Bodegraven e Reeuwijk
- Papekop → Driebruggen* e Oudewater
- Rietveld → Woerden, Bodegraven
- Waarder → Driebruggen*, Bodegraven e Woerden
- Zwammerdam → Alphen aan den Rijn, Bodegraven, Reeuwijk e Boskoop.

### 1960
- Nieuwenhoorn → Hellevoetsluis, Brielle e Oudenhoorn
- Nieuw-Helvoet → Hellevoetsluis

### 1957
- Giessendam → Hardinxveld-Giessendam*, Giessenburg* e Sliedrecht
- Giessen-Nieuwkerk → Giessenburg*
- Hardinxveld → Hardinxveld-Giessendam*, Giessenburg* e Schelluinen
- Peursum → Giessenburg*

### 1941
- Hillegersberg → Rotterdam
- Kethel en Spaland → Schiedam e Rotterdam
- Overschie → Rotterdam e Schiedam
- Schiebroek → Rotterdam
- Vlaardingerambacht → Vlaardingen, Schipluiden e Schiedam
- IJsselmonde → Rotterdam

### 1938
- Koudekerk → Koudekerk aan den Rijn#
- Stompwijk → Leidschendam* en Nootdorp
- Veur → Leidschendam*

### 1935
- Zegwaart → Zoetermeer

### 1934
- Hoogvliet → Rotterdam
- Pernis → Rotterdam

### 1923
- Loosduinen → L'Aia

### 1921
- Hof van Delft → Delft e Schipluiden
- Vrijenban → Delft e Pijnacker

### 1918
- Aarlanderveen → Alphen aan den Rijn*
- Alphen → Alphen aan den Rijn*
- Oudshoorn → Alphen aan den Rijn*

### 1905
- Oost- en West-Barendrecht → Barendrecht#

### 1895
- Charlois → Rotterdam
- Kralingen → Rotterdam

### 1886
- Delfshaven → Rotterdam

### 1881
- Groote Lindt → Zwijndrecht

### 1874
- Katendrecht → Charlois

### 1870
- Broek → Gouda e Waddinxveen*
- Noord-Waddinxveen → Waddinxveen*
- Sluipwijk → Reeuwijk
- Stein → Gouda e Reeuwijk
- Zuid-Waddinxveen → Waddinxveen*

### 1868
- Oud- en Nieuw-Mathenesse → Schiedam

### 1865
- Leimuiden (provincia dell'Olanda Settentrionale) → Leimuiden (provincia dell'Olanda Meridionale)

### 1857
- Heer Oudelands Ambacht → Groote Lindt
- Kleine Lindt → Heerjansdam
- Kijfhoek → Groote Lindt
- Laagblokland → Ottoland
- De Mijl → 's-Gravendeel e Dubbeldam
- Nederslingelandt → Peursum
- Onwaard → Melissant
- Oukoop → Hekendorp
- Roxenisse → Melissant
- Wieldrecht → 's-Gravendeel e Dubbeldam
- Zuidbroek → Bergambacht

### 1855
- Abtsregt → Vrijenban
- Achttienhoven → Nieuwkoop
- Ackersdijk en Vrouwenregt → Vrijenban
- Biert → Geervliet
- Bleskensgraaf → Bleskensgraaf en Hofwegen*
- Goidschalxoord → Heinenoord
- Groeneveld → Hof van Delft
- Hodenpijl → Schipluiden
- Hofwegen → Bleskensgraaf en Hofwegen*
- Hoogeveen in Rijnland → Benthuizen
- Hoogmade → Woubrugge
- Meerdervoort → Zwijndrecht
- Middelburg → Reeuwijk
- Naters → Rockanje
- Nieuwland, Kortland en 's-Graveland → Kethel en Spaland
- Oude en Nieuwe Struiten → Nieuw-Helvoet
- Rijsoort en Strevelshoek → Ridderkerk
- Sandelingen-Ambacht → Hendrik-Ido-Ambacht
- Schuddebeurs en Simonshaven → Geervliet
- Sint Maartensregt → Schipluiden
- Spijk → Heukelum (provincia della Gheldria)
- Stormpolder → Krimpen aan den IJssel
- Strijensas → Strijen
- Tempel → Berkel en Rodenrijs
- De Vennip → Hillegom
- Vrije en Lage Boekhorst → Alkemade
- Zouteveen → Vlaardingerambacht

### 1854
- Kalslagen → Leimuiden

### 1846
- Benthorn → Benthuizen
- Ruiven → Pijnacker
- Rijsoord → Rijsoort en Strevelshoek*
- Strevelshoek → Rijsoort en Strevelshoek*
- Vliet → Haastrecht
- Zuidwijk → Boskoop

### 1842
- Albrandswaard → Poortugaal e Rhoon

### 1841
- Vrijhoeven → Ter Aar

### 1837
- Oost-Barendrecht → Oost- en West-Barendrecht*
- West-Barendrecht → Oost- en West-Barendrecht*

### 1833
- Biesland → Vrijenban
- Hoog- en Woud-Harnasch → Hof van Delft
- Hoogeveen → Nootdorp
- Nieuwveen → Nootdorp

### 1832
- Cillaarshoek → Maasdam
- 's-Gravenambacht → Pernis
- Sint Anthoniepolder → Maasdam

## Olanda Settentrionale

### 2019
- Haarlemmerliede en Spaarnwoude → Haarlemmermeer

### 2016
- Bussum → Gooise Meren*
- Muiden → Gooise Meren*
- Naarden → Gooise Meren*
- Zeevang → Edam-Volendam

### 2015
- Graft-De Rijp → Alkmaar
- Schermer → Alkmaar

### 2013
- Harenkarspel → Schagen
- Zijpe → Schagen

### 2012
- Anna Paulowna  → Hollands Kroon*
- Niedorp  → Hollands Kroon*
- Wieringen  → Hollands Kroon*
- Wieringermeer  → Hollands Kroon*

### 2011
- Andijk  → Medemblik
- Wervershoof → Medemblik

### 2009
- Bennebroek  → Bloemendaal

### 2007
- Noorder-Koggenland → Medemblik
- Obdam → Koggenland*
- Wester-Koggenland → Koggenland*
- Wognum → Medemblik

### 2006
- Venhuizen → Drechterland

### 2002
- Akersloot → Castricum
- 's-Graveland → Wijdemeren*
- Limmen → Castricum
- Nederhorst den Berg → Wijdemeren*

### 2001
- Egmond → Bergen
- Schoorl → Bergen

### 1991
- Broek in Waterland → Waterland*
- Ilpendam → Waterland* e Landsmeer
- Jisp → Wormerland*, Graft-De Rijp e Beemster
- Katwoude → Waterland*
- Marken → Waterland*
- Monnickendam → Waterland*
- Wijdewormer → Wormerland*
- Wormer → Wormerland* e Graft-De Rijp

### 1990
- Barsingerhorn → Anna Paulowna e Niedorp
- Callantsoog → Zijpe e Den Helder
- Sint Maarten → Harenkarspel e Schagen
- Sint Pancras → Langedijk e Alkmaar
- Warmenhuizen → Harenkarspel

### 1980
- Bangert → Drechterland#

### 1979
- Abbekerk → Noorder-Koggenland* e Opmeer
- Avenhorn → Wester-Koggenland*
- Berkhout → Wester-Koggenland* e Wognum
- Blokker → Hoorn, Bangert* e Venhuizen
- Bovenkarspel → Stede Broec*, Andijk, Enkhuizen e Venhuizen
- Grootebroek → Stede Broec*, Andijk e Venhuizen
- Hensbroek → Obdam e Heerhugowaard
- Hoogkarspel → Bangert*, Wervershoof e Venhuizen
- Hoogwoud → Opmeer, Noorder-Koggenland* e Niedorp
- Midwoud → Noorder-Koggenland* e Wognum
- Nibbixwoud → Wognum, Noorder-Koggenland* e Wervershoof
- Opperdoes → Noorder-Koggenland*
- Oudendijk → Wester-Koggenland*
- Sijbekarspel → Noorder-Koggenland*, Wognum e Opmeer
- Twisk → Noorder-Koggenland*
- Ursem → Wester-Koggenland* e Schermer
- Westwoud → Bangert*, Wervershoof e Venhuizen
- Zwaag → Hoorn e Wognum

### 1978
- Egmond-Binnen → Egmond*
- Egmond aan Zee → Egmond*

### 1975
- Edam → Edam-Volendam#

### 1974
- Assendelft → Zaanstad*
- Koog a/d Zaan → Zaanstad*
- Krommenie → Zaanstad*
- Westzaan → Zaanstad*
- Wormerveer → Zaanstad*
- Zaandam → Zaanstad*
- Zaandijk → Zaanstad*

### 1972
- Koedijk → Sint Pancras e Alkmaar
- Oudorp → Alkmaar, Heerhugowaard e Schermer

### 1970
- Beets → Zeevang*
- De Rijp → Graft-De Rijp*
- Graft → Graft-De Rijp*
- Kwadijk → Zeevang* e Purmerend
- Middelie → Zeevang*
- Nieuwe-Niedorp → Niedorp*
- Oosthuizen → Zeevang*
- Oterleek → Schermer*
- Oude-Niedorp → Niedorp*
- Schellinkhout → Venhuizen
- Schermerhorn → Schermer*
- Warder → Zeevang*
- Wieringerwaard → Barsingerhorn
- Winkel → Niedorp*
- Wijdenes → Venhuizen
- Zuid- en Noord-Schermer → Schermer*

### 1966
- Ankeveen → 's-Graveland
- Kortenhoef → 's-Graveland
- Weesperkarspel → Amsterdam, Weesp e 's-Graveland

### 1964
- Nieuwer-Amstel → Amstelveen#

### 1959
- Spanbroek → Opmeer

### 1950
- Urk (provincia dell'Olanda Settentrionale) → Urk (provincia dell'Overijssel)

### 1941
- Parti dei comuni di Anna Paulowna, Barsingerhorn, Medemblik, Wieringen e Winkel → Wieringermeer*
- Oudkarspel → Langedijk*
- Broek op Langedijk → Langedijk*
- Noord-Scharwoude → Langedijk*
- Zuid-Scharwoude → Langedijk*

### 1936
- Wijk aan Zee en Duin → Beverwijk

### 1929
- Petten → Zijpe

### 1927
- Schoten → Haarlem
- Spaarndam → Haarlem e Velsen

### 1921
- Buiksloot → Amsterdam
- Nieuwendam → Amsterdam
- Ransdorp → Amsterdam
- Sloten → Amsterdam
- Watergraafsmeer → Amsterdam

### 1870
- Parte del comune di Zijpe e parte prosciugamento di polder → Anna Paulowna*

### 1863
- Houtrijk en Polanen → Haarlemmerliede en Spaarnwoude
- Zuidschalkwijk → Haarlemmerliede en Spaarnwoude

### 1858
- Berkenrode → Heemstede

### 1857
- Haarlemmerliede → Haarlemmerliede en Spaarnwoude*
- Schellingwoude → Ransdorp
- Spaarnwoude → Haarlemmerliede en Spaarnwoude*
- Wimmenum → Egmond-Binnen

### 1855
- Creazione di Haarlemmermeer dal prosciugamento di polder

### 1854
- Grosthuizen → Avenhorn
- Rietwijkeroord → Nieuwer-Amstel
- Schardam → Beets
- Scharwoude → Avenhorn
- Veenhuizen → Heerhugowaard

### 1848
- Etersheim → Oosthuizen

### 1846
- Bijlmermeer → Weesperkarspel

### 1834
- Groet → Schoorl

## Overijssel

### 2005
- Bathmen → Deventer

### 2003
- Rijssen → Rijssen-Holten#
- Steenwijk → Steenwijkerland#

### 2002
- Denekamp → Dinkelland#
- Olst → Olst-Wijhe#
- Vriezenveen → Twenterand#

### 2001
- Ambt Delden → Hof van Twente*, Almelo e Borne
- Avereest → Hardenberg
- Brederwiede → Steenwijk
- Diepenheim → Hof van Twente*
- Genemuiden → Zwartewaterland*
- Goor → Hof van Twente*
- Gramsbergen → Hardenberg
- Den Ham → Vriezenveen
- Hasselt → Zwartewaterland* e Zwolle
- Heino → Raalte
- Holten → Rijssen
- Markelo → Hof van Twente* e Rijssen
- Nieuwleusen → Dalfsen, Zwolle e Staphorst
- Ootmarsum → Denekamp
- Stad Delden → Hof van Twente*
- Weerselo → Denekamp, Oldenzaal e Hengelo
- Wijhe → Olst
- IJsselham → Steenwijk
- IJsselmuiden → Kampen e Zwolle
- Zwartsluis → Zwartewaterland*

### 1999
- Diepenveen → Deventer

### 1986
- Noordoostpolder (provincia dell'Overijssel) → Noordoostpolder (provincia del Flevoland)
- Urk (provincia dell'Overijssel) → Urk (provincia del Flevoland)

### 1973
- Blankenham → IJsselham*
- Blokzijl → Brederwiede* e IJsselham*
- Giethoorn → Brederwiede* e IJsselham*
- Kuinre → IJsselham*
- Oldemarkt → IJsselham *
- Steenwijkerwold → Steenwijk, IJsselham* e Brederwiede*
- Vollenhove → Brederwiede*
- Wanneperveen → Brederwiede*

### 1967
- Zwollerkerspel → Zwolle, Hasselt, IJsselmuiden, Heino e Genemuiden

### 1962
- Openbaar Lichaam De Noordoostelijke Polder → Noordoostpolder (cambio status da entità pubblica a comune)

### 1950
- Urk (provincia dell'Olanda Settentrionale) → Urk (provincia dell'Overijssel)

### 1942
- Creazione della Openbaar Lichaam De Noordoostelijke Polder dal prosciugamento di polder
- Ambt Vollenhove → Vollenhove*
- Stad Vollenhove → Vollenhove*

### 1941
- Ambt Hardenberg → Hardenberg*
- Stad Hardenberg → Hardenberg*

### 1937
- Grafhorst → IJsselmuiden
- Kamperveen → IJsselmuiden
- Wilsum → IJsselmuiden
- Zalk en Veecaten → IJsselmuiden

### 1934
- Lonneker → Enschede

### 1923
- Ambt Ommen → Ommen*
- Stad Ommen → Ommen*

### 1914
- Ambt Almelo → Almelo*
- Stad Almelo → Almelo*

### 1859
- Schokland → Kampen

## Utrecht

### 2019
- Leerdam (provincia dell'Olanda Meridionale) → Vijfheerenlanden*
- Vianen → Vijfheerenlanden*
- Zederik (provincia dell'Olanda Meridionale) → Vijfheerenlanden*

### 2011
- Abcoude → De Ronde Venen
- Breukelen → Stichtse Vecht*
- Loenen → Stichtse Vecht*
- Maarssen → Stichtse Vecht*

### 2006
- Amerongen → Utrechtse Heuvelrug*
- Doorn → Utrechtse Heuvelrug*
- Driebergen-Rijsenburg → Utrechtse Heuvelrug*
- Leersum → Utrechtse Heuvelrug*
- Maarn → Utrechtse Heuvelrug*

### 2002
- Loosdrecht → Wijdemeren* (provincia dell'Olanda Settentrionale)

### 2001
- Harmelen → Woerden
- Maartensdijk → De Bilt
- Vleuten-De Meern → Utrecht

### 1996
- Cothen → Wijk bij Duurstede
- Langbroek → Wijk bij Duurstede

### 1989
- Benschop → Lopik e IJsselstein
- Kamerik → Woerden
- Kockengen → Breukelen
- Linschoten → Montfoort, Woerden e Harmelen
- Mijdrecht → De Ronde Venen* e Nieuwveen (provincia dell'Olanda Meridionale)
- Nigtevecht → Loenen e Abcoude
- Polsbroek → Lopik
- Snelrewaard → Oudewater e Montfoort
- Vinkeveen en Waverveen → De Ronde Venen*
- Willeskop → Montfoort e Oudewater
- Wilnis → De Ronde Venen* e Nieuwkoop (provincia dell'Olanda Meridionale)
- Woerden (provincia dell'Olanda Meridionale → Woerden (provincia di Utrecht)
- Zegveld → Woerden e Bodegraven (provincia dell'Olanda Meridionale)

### 1974
- Hoogland → Amersfoort e Bunschoten

### 1971
- Jutphaas → Nieuwegein*
- Vreeswijk → Nieuwegein*

### 1970
- Hoenkoop → Oudewater
- Oudewater (provincia dell'Olanda Meridionale) → Oudewater (provincia di Utrecht)

### 1969
- Stoutenburg → Leusden

### 1964
- Loenersloot → Loenen e Breukelen
- Odijk → Bunnik
- Rietveld → Woerden (provincia dell'Olanda Meridionale) e Bodegraven (provincia dell'Olanda Meridionale)
- Ruwiel → Breukelen e Kockengen
- Vreeland → Loenen
- Werkhoven → Bunnik

### 1962
- Schalkwijk → Houten
- Tull en 't Waal → Houten

### 1957
- Tienhoven → Maarssen e Maartensdijk
- Westbroek → Maartensdijk e Maarssen

### 1954
- Achttienhoven → Utrecht e Westbroek
- Haarzuilens → Vleuten-De Meern*
- Oudenrijn → Vleuten-De Meern*, Utrecht e Jutphaas
- Veldhuizen → Vleuten-De Meern* e Harmelen
- Vleuten → Vleuten-De Meern* e Harmelen
- Zuilen → Utrecht e Maarssen

### 1949
- Breukelen-Nijenrode → Breukelen*
- Breukelen-Sint Pieters → Breukelen*
- Maarsseveen → Maarssen

### 1943
- Jaarsveld → Lopik
- Willige-Langerak → Lopik

### 1942
- Laag Nieuwkoop → Kockengen

### 1941
- Abcoude-Baambrugge → Abcoude*
- Abcoude-Proosdij → Abcoude*

### 1931
- Driebergen → Driebergen-Rijsenburg*
- Rijsenburg → Driebergen-Rijsenburg*

### 1857
- Achthoven → Linschoten
- Cabauw → Willige-Langerak
- Darthuizen → Leersum
- Duist → Hoogland
- Gerverscop → Harmelen
- 's-Gravesloot → Kamerik*
- Kamerik Houtdijken → Kamerik*
- Kamerik Mijzijde → Kamerik*
- Maarssenbroek → Maarssen
- Noord-Polsbroek → Polsbroek*
- Oudhuizen → Wilnis
- Oud-Wulven → Houten
- Portengen → Breukelen e Ruwiel
- Rhijnauwen → Bunnik
- Schonauwen → Houten
- Sterkenburg → Driebergen
- Teckop → Kamerik*
- De Vuursche → Baarn
- Wulverhorst → Linschoten
- Zevender → Willige-Langerak
- Zuid-Polsbroek → Polsbroek*

### 1841
- Vinkeveen → Vinkeveen en Waverveen*
- Waverveen → Vinkeveen en Waverveen*

## Zelanda

### 2003
- Axel → Terneuzen
- Hontenisse → Hulst
- Oostburg → Sluis
- Sas van Gent → Terneuzen
- Sluis-Aardenburg → Sluis

### 1997
- Arnemuiden → Middelburg
- Brouwershaven → Schouwen-Duiveland*
- Bruinisse → Schouwen-Duiveland*
- Domburg → Veere
- Duiveland → Schouwen-Duiveland*
- Mariekerke → Veere
- Middenschouwen → Schouwen-Duiveland*
- Valkenisse → Veere
- Westerschouwen → Schouwen-Duiveland*
- Westkapelle → Veere
- Zierikzee → Schouwen-Duiveland*

### 1995
- Aardenburg → Sluis-Aardenburg*
- Kortgene → Noord-Beveland*
- Sint Philipsland → Tholen
- Sluis → Sluis-Aardenburg*
- Wissenkerke → Noord-Beveland*

### 1971
- Oud-Vossemeer → Tholen
- Poortvliet → Tholen
- Scherpenisse → Tholen
- Sint-Annaland → Tholen
- Sint-Maartensdijk → Tholen
- Stavenisse → Tholen

### 1970
- Baarland → Borsele*
- Biervliet → Terneuzen, Oostburg e Sas van Gent
- Borssele) → Borsele*
- Breskens → Oostburg
- Cadzand → Oostburg e Sluis
- Clinge → Hulst
- Driewegen → Borsele*
- Ellewoutsdijk → Borsele*
- Graauw en Langendam → Hulst e Hontenisse
- 's-Gravenpolder → Borsele*
- Groede → Oostburg
- 's-Heer Abtskerke → Borsele* e Goes
- 's-Heer Arendskerke → Goes e Borsele*
- 's-Heerenhoek → Borsele*
- Heinkenszand → Borsele* e Goes
- Hoedekenskerke → Borsele*
- Hoek → Terneuzen e Sas van Gent
- Hoofdplaat → Oostburg
- Kattendijke → Goes
- Kloetinge → Goes, Borsele* e Kapelle
- Koewacht → Axel e Hulst
- Krabbendijke → Reimerswaal*
- Kruiningen → Reimerswaal*
- Nieuwvliet → Oostburg
- Nisse → Borsele*
- Oudelande → Borsele*
- Overslag → Axel
- Ovezande → Borsele*
- Philippine → Sas van Gent e Oostburg
- Retranchement → Sluis
- Rilland-Bath → Reimerswaal*
- Schoondijke → Oostburg
- Sint Jansteen → Hulst
- Vogelwaarde → Hontenisse, Terneuzen, Hulst e Axel
- Waarde → Reimerswaal
- Waterlandkerkje → Oostburg
- Wemeldinge → Kapelle, Reimerswaal* e Goes
- Westdorpe → Sas van Gent, Terneuzen e Axel
- Wolphaartsdijk → Goes
- Yerseke → Reimerswaal*
- IJzendijke → Oostburg
- Zaamslag → Terneuzen e Axel
- Zuiddorpe → Axel
- Zuidzande → Oostburg

### 1966
- Aagtekerke → Mariekerke* e Domburg
- Biggekerke → Valkenisse*
- Grijpskerke → Mariekerke*, Middelburg e Domburg
- Koudekerke → Valkenisse*, Flessinga e Middelburg
- Meliskerke → Mariekerke*
- Nieuw- en Sint Joosland → Middelburg, Flessinga e Arnemuiden
- Oost- en West-Souburg → Flessinga, Middelburg e Valkenisse*
- Oostkapelle → Domburg e Mariekerke*
- Ritthem → Flessinga e Middelburg
- Serooskerke → Veere e Domburg
- Sint Laurens → Middelburg, Veere e Mariekerke*
- Vrouwenpolder → Veere, Domburg e Middelburg
- Zoutelande → Valkenisse*, Mariekerke* e Westkapelle

### 1961
- Burgh → Westerschouwen*
- Dreischor → Brouwershaven
- Duivendijke → Middenschouwen e Brouwershaven
- Elkerzee → Middenschouwen*
- Ellemeet → Middenschouwen* e Westerschouwen*
- Haamstede → Westerschouwen*
- Kerkwerve → Middenschouwen* e Zierikzee
- Nieuwerkerk → Duiveland* e Zierikzee
- Noordgouwe → Brouwershaven
- Noordwelle → Westerschouwen*
- Oosterland → Duiveland*
- Ouwerkerk → Duiveland* e Zierikzee
- Renesse → Westerschouwen*
- Serooskerke → Westerschouwen*
- Zonnemaire → Brouwershaven

### 1941
- Aardenburg → Aardenburg
- Colijnsplaat → Kortgene
- Eede → Aardenburg
- Kats → Kortgene
- Schore → Kapelle e Kruiningen
- Sint Kruis → Aardenburg

### 1940
- Ter Neuzen → Terneuzen#

### 1936
- Boschkapelle → Vogelwaarde
- Hengstdijk → Vogelwaarde
- Ossenisse → Vogelwaarde
- Stoppeldijk → Vogelwaarde

### 1880
- Heille → Sluis
- Sint Anna ter Muiden → Sluis

### 1878
- Bath → Rilland-Bath*
- Rilland → Rilland-Bath*

### 1877
- Neuzen → Ter Neuzen#

### 1866
- Bommenede → Zonnemaire

### 1857
- Gapinge → Vrouwenpolder
- 's-Heer Hendrikskinderen → 's-Heer Arendskerke
- Kleverskerke → Arnemuiden

### 1835
- Oost-Souburg → Oost- en West-Souburg*
- West-Souburg → Oost- en West-Souburg*